# Retextil
A Retextil társadalmi és ökológiai újrahasznosító program. A Retextil know-how a háztartási és ipari textilhulladék újrahasznosításának speciális, egyedi módszerén alapul. Ez a módszer az alkotó ember energiáira és kreativitására épít, kézműves eszközökkel dolgozik és a hagyományos textil technikákból indul ki. Általános célja a hulladékcsökkentés, fenntartható fejlődés, a társadalmi szolidaritás és esélyegyenlőség megteremtése, valamint célja minden alkotó saját fejlődési lehetőségeinek beteljesítése. Tartós közérdekű cél a Retextil humán és ökológiai recycling programot ismertté és elérhetővé tenni meghatározott célcsoportok- illetve ezeknek hazai és nemzetközi szervezetei, intézményei számára: gyógyuló szenvedélybetegek, fogyatékkal élők, megváltozott munkaképességűek, pszichiátriai betegek, cigány és roma közösségek, szomszédságok, alacsony képzettségűek és/vagy tartós munkanélküliek, tanulási nehézséggel küzdő gyerekek, hajléktalanok, hospitalizált személyek és közösségek (pl. állami gondozott gyerekek és szociális otthonban élő idős emberek), várandós és kisgyermekes anyák (gyes, gyed), óvodások és kisiskolások, közép- és felsőfokú művészeti iskolák hallgatói.A tevékenység  bemutatása
A megváltozott munkaképességű emberek rehabilitációs foglalkoztatási gyakorlata hazánkban manapság szocioterápia-mentesnek mondható, azaz valamilyen munka elvégzését teszi csak lehetővé, de fejlődést, és a társadalomba való beágyazódást nem segíti.
A hátrányos helyzetűeket a kiszolgáltatottság, szegénység, elszigeteltség és a munkanélküliség jellemzi, különös tekintettel a betegségben és szegénységben szenvedők körében. Az ilyen helyzetű emberek nincsenek tudatában az önsegítés lehetséges folyamatainak, nem tudják tudatosan alkalmazni saját maguk és velük közösségben élők erőforrásait. A Retextil legfőképpen ezen tudás átadásában mutat fel eredményeket.
Relatív zárt rendszerek jellemzik a fogyatékkal élőket vagy megváltozott munkaképességűeket foglalkoztató munkahelyeket, de jellemző az egész társadalomban a kapcsolatszegénység. Kevés valójában integrált és integratív rehabilitációs foglalkoztatási forma létezik, azok is relatív zárt ajtók mögött működnek sok hasonló betegségben szenvedő emberrel, akik nem, vagy nehezen tudnak egymáson segíteni és riasztó tud lenni az őket személyesen nem ismerő emberek számára. 
Thiesz Angéla a retextil ötletének szükségszerű kidolgozása után (családi szükségleteik enyhítésére) az első Retextil Műhelyt Istenkúton hozta létre tartósan munkanélküli, alacsony iskolázottságú, megváltozott munkaképességű, részben cigány asszonyokból álló csoporttal, 15 fővel. Mindenki meg tudott tanulni valamilyen technológiai elemet, de magát az alkotás folyamatát is mindenki megismerte. A fizikai valón, cselekvésen keresztüli tapasztalati tanulás, a termék-előállításon túl egy szellemi tapasztalatszerzéssé is vált:
- tudok csinálni, azaz ismerem a tevés rendjét
- a többi emberrel együtt képes vagyok egy nagyobb egység alkotó elemévé válni
- ha jók a kapcsolatok, minden jó...
A legfontosabb tanulság, hogy a teremtőképesség, a kreativitás minden szinten hat, alapeleme az emberi dimenziónak.Konkrét tevékenységek 
A művészetterápiás tevékenység alapja a megváltozott munkaképességű emberek által a Retextil Manufaktúrában készített Retextil termékek, mely közösségi rehabilitáció keretein belül valósul meg. A “Használd és dobd el!” üzenettel ellentétben a Retextil manufaktúrájában készülő bútorok minden négyzetcentije a környezettel való együttműködést sugallja. Ezek a bútorok a legegyszerűbb és legtisztább technikával készülnek. Olyan személyes tárgyakból, melyeknek múltja van. A használt ruhát ugyanis előbb egyedi technológiával retextil fonallá alakítják, majd szövik, fonják, csomózzák - a tárgy jellege szerint. Ezek a bútorok új funkcióval új életre kelnek. A bútorkollekció minden darabja egy-egy alkotói folyamat eredménye, amelybe készítője önmagát is beleszövi. A műhelyben fellelhető szálak színe, mintája, tapintása, vastagsága, vékonysága végtelen számú, különböző és egyedi variáció megalkotására ad lehetőséget. A módszer, a technológia és a tárgyak mind ugyanazt a lehetőséget hordozzák: az önkifejezést. A Retextil iparművészeti termék, mely lakberendezési tárgyakban, ruházatban, kiegészítőkben, korai fejlesztő eszközökben, installációkban és térberendezésekben: színházi díszletekben és fesztiválok dekorációjában ölt testet.
Az Alapítvány fejlesztő eszközei elsősorban fejlődésükben elmaradt gyerekeknek és szüleiknek segített azzal, hogy kezükbe terápiás eszközrendszert adott. Segítő, fejlesztő, terápiás játékok készültek a Retextil ideájával és technikájával. A babák, csörgők, szőnyegek és egy komplett terápiás Játszótér a már jól ismert módon, vagyis ruhák, anyagok újrahasznosításával készültek. Az elkészült játékokat Pécs gyermekfejlesztő központjaiba és a régió hátrányos helyzetű településeire juttattuk el. 
Az Alapítvány tevékenységei közé tartozik a különböző művészeti csoportokkal való együttműködés (Krétakör társulat, Malom csoport, Üres tér): köztér rehabilitációs projektek létrehozása, végrehajtása, melyek a mélyszegénységben élők problémáira hívja fel a figyelmet, összekovácsolva a fiatal művészeket és a célcsoportot oly módon, hogy az alkotások komplexen és méltósággal képesek a problémák elé tükröt tartani (pl: Kioldások Vidámparkja – 2010; tér itt és – 2011).Eredmények
Az egymás iránti felelősség és a környezet iránt felelősség az Alapítvány filozófiájában és tevékenységeiben egymástól elválaszthatatlan egységet alkot. A Retextil Alapítvány tevékenységei egyaránt szolgálják a rehabilitáció, a személyiségfejlesztés, a környezeti nevelés és környezetvédelem, a művészeti oktatás és a munkaerő-piaci reintegráció, valamint a tágabb értelemben vett társadalmi befogadás céljait. 
Az immár 15 éve aktív szervezet fennállásának második éve óta tartja Nyitott Műhely programját, melyet a Szent István tér 4. alatti manufaktúrájában minden csütörtök délután 15-18 óra között várja az érdeklődőket, segíti kreatív elgondolásaik megvalósítását, valamint bemutatjuk és tanítjuk a különböző általunk használt technikákat. Ezek a foglalkozások minden betérő számára ingyenesek. Egy év alatt átlag  300 ember fordul meg a műhelyben, laikusoktól a tanítókon át a korai gyerekfejlesztésben dolgozókig. A műhelytagok is itt tanulnak bele a tanításba, amit aztán egyéb helyszíneken is kamatoztathatnak, mint történt ez eddig is, pl speciális tanulási igényű gyerekek iskolai foglalkozási keretében, fesztiválokon, Biztos Kezdet Gyerekházakban, illetve külföldről érkező szakemberek esetén is. 
Emellett az elmúlt évtizedből számtalan olyan kezdeményezés, program, kiállítás, előadás és más fórumokon való megjelenés jellemzi a Retextil tevékenységét, melyek felsorolására itt nincs elegendő hely.